# シュミハリ内閣
シュミハリ内閣 (ウクライナ語: Уряд Дениса Шмигаля) は、2020年3月4日に発足し2025年7月16日に解散したウクライナの内閣であり、デニス・シュミハリが率いた。

## 概要
2020年3月3日、オレクシー・ホンチャルク首相が辞任し、法律に従ってホンチャルク内閣は解散した。翌日、291人の議員の賛成を得てホルチャルク内閣で副首相を務めていたシュミハリがウクライナ新首相に任命された。

### シュミハリの首相任命
シュミハリのウクライナ首相任命は、2020年3月4日の臨時国会で承認された。シュミハリは任命当時、副首相兼コミュニティ・領土開発大臣であり、それ以前はイヴァーノ＝フランキーウシク州知事を務めていた。
| 政党 (ウクライナ最高議会の政党) | 賛成 | 反対 | 棄権 | 投票しなかった | 欠席 |
| ------------------------------- | ---- | ---- | ---- | -------------- | ---- |
| ▌国民の僕                       | 242  | 0    | 1    | 0              | 5    |
| ▌野党プラットフォーム — 生涯    | 0    | 35   | 2    | 3              | 4    |
| ▌欧州連帯                       | 0    | 24   | 0    | 1              | 2    |
| ▌全ウクライナ連合「祖国」       | 0    | 0    | 20   | 1              | 3    |
| ▌未来のために                   | 18   | 0    | 0    | 2              | 2    |
| ▌ホロス                         | 0    | 0    | 19   | 1              | 0    |
| ▌ドビラ                         | 17   | 0    | 0    | 0              | 0    |
| ▌無所属                         | 14   | 0    | 4    | 1              | 2    |
| 合計 (423)                      | 291  | 59   | 46   | 9              | 18   |

## 人事、官庁の変遷
新政府では次の官庁が分離された。
- 退役軍人および一時的占領地再統合省
- ウクライナ文化・青少年・スポーツ省

内閣発足時点では、経済開発貿易農業省、農業政策・食糧省、エネルギー省、文化情報政策省、教育科学省の5つの閣僚ポストが空席のままであった。デジタル変革大臣ミハイロ・フェドロフ、法務大臣デニス・マリュスカ、インフラ大臣ラスラフ・クリクリ、内務大臣アルセン・アバコフの4人はホンチャルク内閣から留任。ヴァディム・プリスタイコとドミトロ・クレーバはポストを交換しそれぞれ欧州および大西洋統合担当副首相と外務大臣に転任。大統領が指名する国防大臣と外務大臣を除く全ての大臣は、 277人の議員の支持を得て一括投票で選出された。
イリア・イエメツ保健大臣とイホール・ウマンスキー財務大臣は2020年3月30日に議会によって解任された。
当初、内閣に環境大臣のポストはなかった (エネルギー・環境保護省が当初は環境政策を担当していた) が、2020年6月19日にロマン・アブラモフスキーが環境保護・天然資源大臣に任命された。
2020年7月4日、ゼレンスキー大統領は、1週間以内に内閣に経済産業政策担当副首相が誕生する可能性があると発表した。2020年7月16日、オレフ・ウルスキーが新たに創設された戦略産業省所管大臣兼副首相に任命された。
ホンチャルク内閣では、農業政策を担当する省庁は経済開発貿易農業省だった。しかし、2020年1月、ゼレンスキー大統領は同省の農業部門を分割する必要があると述べた。シュミハリ内閣が発足したとき、ホンチャルク内閣で経済開発貿易農業大臣ティモフィー・ミロワノフは、新設された農業省の大臣になることを拒否した。2020年7月9日、ゼレンスキー大統領は「遅くとも9月には」ウクライナに農業大臣が誕生するだろうと予測した。2020年12月17日、ロマン・レシュチェンコが農業政策・食糧大臣に任命された。2022年3月24日、後任としてミコラ・ソルシキーが任命された。
2020年12月16日、退役軍人問題担当大臣セルヒー・ベサラブが辞任。後任にはユリア・ラプチナが就任した。
2021年5月18日、議会はイーホル・ペトラシコ経済開発貿易大臣の辞任を承認した。後任にはオレクシー・リュブチェンコが就任した (第1副首相兼任)。リュブチェンコは2021年11月3日に議会のより解任された。
2021年7月12日、アルセン・アバコフ内務大臣は内務大臣の辞任を表明し、2日後に議会で承認された。後任として、2021年7月16日、デニス・モナスティルスキーが内務大臣に任命された。2023年1月、モナスティルスキーがヘリコプター墜落事故で死亡したため、後任として2023年2月7日にイゴール・クリメンコが就任した。
2021年11月3日、議会によって環境大臣ロマン・アブラモフスキー、戦略産業大臣オレフ・ウルスキー、国防大臣アンドリー・タランが解任された。後任として環境大臣には2022年4月14日にルスラン・ライフルマン、戦略産業大臣には2021年11月4日にパブロ・リャビキン、国防大臣には2021年11月4日にオレクシー・レズニコウが任命された。
2022年12月2日、地域開発省と建築・住宅・経済省は統合されウクライナ地域開発・建築・住宅・経済省となった。地域開発大臣を務めていたオレクサンドル・クブラコフが地域開発・建築・住宅・経済大臣に就任した (復興担当副首相兼任)。
2023年3月20日、議会はセルヒー・シュカルレット教育科学大臣、パブロ・リャビキン戦略産業大臣、ミハイロ・フェドロフデジタル変革大臣の3人の大臣を解任した。同日、議会はシュミハル首相の3人の大臣任命に関する提出書類を受理した。ミハイロ・フェドロフをイノベーション・教育・科学技術開発担当副首相兼デジタル変革大臣に、オクセン・リソヴィを教育科学大臣に、オレクサンドル・カムイシンを戦略産業大臣に任命した。2023年3月21日、3人全員がこれらのポストに任命された。
2023年7月27日、オレクサンドル・トカチェンコ文化情報政策大臣は、ゼレンスキー大統領から戦時中のウクライナ文化への政府支出を批判された後、議会によって解任された。
2023年9月6日、辞任したオレクシー・レズニコフに代わってルステム・ウメロウがウクライナ国防大臣に就任した。
2024年9月4日、カムイシン戦略産業大臣をはじめ、ステファニシナ欧州・大西洋統合担当副首相、デニス・マリュシカ司法大臣、ルスラン・ストレツ環境保護・天然資源大臣の４人が辞任した。
2024年9月5日、議会はドミトロ・クレーバ外務大臣とイリーナ・ヴェレシチュク一時占領地域再統合担当副首相の辞任を承認した。同日、議会は以下9人の閣僚を任命した。
- オリハ・ステファニシナ欧州・大西洋統合担当副首相兼司法大臣
- オレクシー・クレーバ復興担当副首相兼地域開発大臣
- アンドリー・シビハ外務大臣
- ヘルマン・スメタニン（ウクライナ語版）戦略産業大臣
- ヴィタリー・コーヴァリ（ウクライナ語版）農業政策・食糧大臣
- ナタリヤ・カルミコワ（ウクライナ語版）退役軍人担当大臣
- ミコラ・トチツキー文化戦略コミュニケーション大臣(文化情報政策大臣より改称)
- スヴィトラーナ・フリンチューク（ウクライナ語版）環境保護・天然資源大臣
- マトヴィー・ビードニー（ウクライナ語版）青年・スポーツ大臣

2024年12月4日、一時的占領地再統合省は国家団結省に改編された。これに先立ち、ウクライナ最高会議は、12月3日にオレクシー・チェルニショウを副首相兼国家団結相に任命した。
2025年7月15日、シュミハリが首相からの辞表を最高議会に提出した。翌日16日、首相のシュミハリの辞任が承認された。首相の辞任により内閣総辞職となった。

## 閣僚一覧
| 職名                                                                       | 画像                          | 氏名                                     | 在任期間 |
| -------------------------------------------------------------------------- | ----------------------------- | ---------------------------------------- | --- |
| 首相                                                                       |                               | デニス・シュミハリ                       | 2020年3月4日 - 2025年7月16日                                                                                             |
| 副首相                                                                     |                               |                                          | |
| 第一副首相 (経済大臣)                                                      |                               | オレクシー・リュブチェンコ               | 2021年5月20日 - 2021年11月3日                                                                                            |
| 第一副首相 (経済大臣)                                                      |                               | ユリヤ・スヴィリデンコ                   | 2021年11月4日 - 2025年7月16日                                                                                            |
| 欧州・ユーロ大西洋統合担当副首相                                           |                               | ヴァディム・プリスタイコ                 | 2020年3月4日 - 2020年6月4日                                                                                              |
| 欧州・ユーロ大西洋統合担当副首相                                           |                               | オリハ・ステファニシナ                   | 2020年6月4日 - 2024年9月4日 2024年9月5日 - 2025年7月16日                                                                 |
| 復興担当副首相 (コミュニティ・地域・インフラ開発大臣)                      |                               | オレクサンドル・クブラコフ               | 2022年12月1日 -2024年5月9日                                                                                              |
| 復興担当副首相 (コミュニティ・地域・インフラ開発大臣)                      |                               | オレクシー・クレーバ                     | 2024年9月5日 - 2025年7月16日                                                                                             |
| この職名は変更された 副首相 (一時的占領地域再統合大臣)                     |                               | オレクシー・レズニコウ                   | 2020年3月4日 - 2021年11月3日                                                                                             |
| この職名は変更された 副首相 (一時的占領地域再統合大臣)                     |                               | イリーナ・ベレシュチュク                 | 2021年11月4日 - 2024年9月5日                                                                                             |
| 副首相 (国家団結大臣)                                                      |                               | オレクシー・チェルニショフ               | 2024年12月3日 - 2025年7月16日                                                                                            |
| 副首相(デジタル変革大臣)                                                   |                               | ミハイロ・フェドロフ                     | 2020年3月4日 - 2023年3月20日                                                                                             |
| イノベーション・教育・科学技術担当ウクライナ副首相(デジタル変革大臣)       | 2023年3月21日 - 2025年7月16日 | ミハイロ・フェドロフ                     | |
| この役職は廃止された 副首相 (戦略産業大臣)                                 |                               | オレグ・ウルスキー                       | 2020年7月16日 - 2021年11月3日                                                                                            |
| 閣僚                                                                       |                               |                                          | |
| 農業政策・食糧大臣                                                         |                               | ロマン・レシチェンコ                     | 2020年12月17日 - 2022年3月24日                                                                                           |
| 農業政策・食糧大臣                                                         |                               | ミコラ・ソルスキー                       | 2022年3月24日 - 2024年5月9日                                                                                             |
| 農業政策・食糧大臣                                                         |                               | タラス・ヴィソツキー(代行)               | 2024年5月9日 - 2024年9月5日                                                                                              |
| 農業政策・食糧大臣                                                         |                               | ヴィタリー・コヴァル                     | 2024年9月5日 - 2025年7月16日                                                                                             |
| 内務大臣                                                                   |                               | アルセン・アバコフ                       | 2020年3月4日 - 2021年7月15日                                                                                             |
| 内務大臣                                                                   |                               | デニス・モナスティルスキー               | 2021年7月16日 - 2023年1月18日                                                                                            |
| 内務大臣                                                                   |                               | イゴール・クリメンコ                     | 2023年1月18日 - 2023年2月7日(代行) 2023年2月7日 - 2025年7月16日                                                          |
| 経済大臣 (第一副首相)                                                      |                               | オレクシー・リュブチェンコ               | 2021年5月20日 - 2021年11月3日                                                                                            |
| 経済大臣 (第一副首相)                                                      |                               | ユリヤ・スヴィリデンコ                   | 2021年11月4日 - 2025年7月16日                                                                                            |
| エネルギー大臣                                                             |                               | オリハ・ブスラベッツ(代行)               | 2020年6月3日 - 2020年11月20日                                                                                            |
| エネルギー大臣                                                             |                               | ユーリー・ニコライエヴィチ・ボイコ(代行) | 2020年11月20日 - 2020年12月21日 2021年4月29日 - 2025年7月16日                                                            |
| エネルギー大臣                                                             |                               | ユーリー・ヴィトレンコ(代行)             | 2020年12月22日 - 2021年4月28日                                                                                           |
| エネルギー大臣                                                             |                               | ヘルマン・ガルシチェンコ                 | 2021年4月29日 - 2025年7月16日                                                                                            |
| この役職は廃止された エネルギー・環境保護大臣                              |                               | ヴィタリー・シュビン(代行)               | 2020年3月10日 - 2020年4月16日                                                                                            |
| この役職は廃止された エネルギー・環境保護大臣                              |                               | オリハ・ブスラベッツ(代行)               | 2020年4月16日 - 2020年6月3日                                                                                             |
| 外務大臣                                                                   |                               | ドミトロ・クレーバ                       | 2020年3月4日 - 2024年9月5日                                                                                              |
| 外務大臣                                                                   |                               | アンドリー・シビハ                       | 2024年9月5日 - 2025年7月16日                                                                                             |
| 環境保護・天然資源大臣                                                     |                               | ロマン・アブラモフスキー                 | 2020年6月19日 - 2021年11月3日                                                                                            |
| 環境保護・天然資源大臣                                                     |                               | ルスラン・シュトレッツ                   | 2021年11月4日 - 2022年4月15日(代行) 2022年4月15日 - 2024年9月5日                                                         |
| 環境保護・天然資源大臣                                                     |                               | スヴィトラナ・フリンチュク               | 2024年9月5日 - 2025年7月16日                                                                                             |
| この職名は変更された 一時占領地再統合担当大臣                              |                               | オレクシー・レズニコウ (副首相)          | 2020年3月4日 - 2021年11月3日                                                                                             |
| この職名は変更された 一時占領地再統合担当大臣                              |                               | イリーナ・ベレシュチュク (副首相)        | 2021年11月4日 - 2024年9月5日                                                                                             |
| この職名は変更された 一時占領地再統合担当大臣                              |                               | アナトリー・ステルマフ(代行)             | 2024年9月6日 - 2024年12月3日                                                                                             |
| 国家団結大臣                                                               |                               | オレクシー・チェルニショフ (副首相)      | 2024年12月3日 - 2025年7月16日                                                                                            |
| 戦略産業大臣                                                               |                               | オレグ・ウルスキー (副首相)              | 2020年7月16日 - 2021年11月3日                                                                                            |
| 戦略産業大臣                                                               |                               | パべル・リャビキン                       | 2021年11月4日 - 2023年3月20日                                                                                            |
| 戦略産業大臣                                                               |                               | オレクサンドル・カムイシン               | 2023年3月21日 - 2024年9月4日                                                                                             |
| 戦略産業大臣                                                               |                               | ゲルマン・スメタニン                     | 2024年9月5日 - 2025年7月16日                                                                                             |
| この役職は廃止された インフラ大臣                                          |                               | ウラディスラフ・クリクリ                 | 2020年3月4日 - 2021年5月18日                                                                                             |
| この役職は廃止された インフラ大臣                                          |                               | オレクサンドル・クブラコフ               | 2021年5月20日 - 2022年12月1日                                                                                            |
| この役職は廃止された 文化・青少年・スポーツ大臣                            |                               | アナトリー・マクシムチュク(代行)         | 2020年3月4日 - 2020年3月10日                                                                                             |
| この役職は廃止された 文化・青少年・スポーツ大臣                            |                               | スヴェトラーナ・フォメンコ(代行)         | 2020年3月10日 - 2020年3月29日                                                                                            |
| この職名は変更された 文化・情報政策大臣                                    |                               | スヴェトラーナ・フォメンコ(代行)         | 2020年3月29日 - 2020年6月10日                                                                                            |
| この職名は変更された 文化・情報政策大臣                                    |                               | オレクサンドル・トカチェンコ             | 2020年6月4日 - 2023年7月27日                                                                                             |
| この職名は変更された 文化・情報政策大臣                                    |                               | ロスティスラフ・カランデエフ(代行)       | 2023年7月28日 - 2024年9月5日                                                                                             |
| 文化戦略コミュニケーション大臣                                             |                               | ミコラ・トチツキー                       | 2024年9月5日 - 2025年7月16日                                                                                             |
| 青少年・スポーツ大臣                                                       |                               | ヴァディム・グッツァイト                 | 2020年3月4日 - 2023年11月9日                                                                                             |
| 青少年・スポーツ大臣                                                       |                               | マトヴィ・ビドニー                       | 2023年11月9日 - 2024年9月5日(代行) 2024年9月5日 - 2025年7月16日                                                          |
| 国防大臣                                                                   |                               | アンドリー・タラン                       | 2020年3月4日 - 2021年11月3日                                                                                             |
| 国防大臣                                                                   |                               | オレクシー・レズニコウ                   | 2021年11月4日 - 2023年9月5日                                                                                             |
| 国防大臣                                                                   |                               | ルステム・ウメロウ                       | 2023年9月6日 - 2025年7月16日                                                                                             |
| 教育科学大臣                                                               |                               | ユーリー・ポリウホヴィチ                 | 2020年3月10日 - 2020年3月25日                                                                                            |
| 教育科学大臣                                                               |                               | リュボミラ・マンジー(代行)               | 2020年3月25日 - 2020年6月25日                                                                                            |
| 教育科学大臣                                                               |                               | セルヒー・シュカールレト                 | 2020年6月25日 - 2020年12月17日(代行) 2020年12月17日 - 2023年3月20日                                                      |
| 教育科学大臣                                                               |                               | オクセン・リソヴィ                       | 2023年3月21日 - 2025年7月16日                                                                                            |
| 保健大臣                                                                   |                               | イリヤ・イェメッツ                       | 2020年3月4日 - 2020年3月30日                                                                                             |
| 保健大臣                                                                   |                               | マキシム・ステパノフ                     | 2020年3月30日 - 2021年5月18日                                                                                            |
| 保健大臣                                                                   |                               | イリーナ・サドヴィアク(代行)             | 2021年5月18日 - 2021年5月20日                                                                                            |
| 保健大臣                                                                   |                               | ヴィクトル・リャシュコ                   | 2021年5月20日 - 2025年7月16日                                                                                            |
| コミュニティ・地域開発大臣                                                 |                               | オレクシー・チェルニショフ               | 2020年3月4日 - 2022年11月3日                                                                                             |
| コミュニティ・地域開発大臣                                                 |                               | ヴァシル・ロジンスキー(代行)             | 2022年11月4日 - 2022年12月9日                                                                                            |
| コミュニティ・地域開発大臣                                                 |                               | オレクシー・クレーバ                     | 2024年9月5日 - 2025年7月16日                                                                                             |
| この職名は変更された コミュニティ・地域・インフラ開発大臣 (復興担当副首相) |                               | オレクサンドル・クブラコフ               | 2022年12月1日 - 2024年5月9日                                                                                             |
| この職名は変更された コミュニティ・地域・インフラ開発大臣 (復興担当副首相) |                               | ヴァシリー・シュクラコフ(代行)           | 2024年5月9日 - 2024年9月5日                                                                                              |
| この役職は廃止された 経済開発・貿易・農業大臣                              |                               | パブロ・クフタ(代行)                     | 2020年3月10日 - 2020年3月18日                                                                                            |
| この役職は廃止された 経済開発・貿易・農業大臣                              |                               | イホール・ペトラシュコ                   | 2020年3月17日 - 2021年5月18日                                                                                            |
| この役職は廃止された 経済開発・貿易・農業大臣                              |                               | イリーナ・ノビコワ(代行)                 | 2021年5月19日 - 2021年5月21日                                                                                            |
| 社会政策大臣                                                               |                               | マリーナ・ラゼブナ                       | 2020年3月4日 - 2022年7月18日                                                                                             |
| 社会政策大臣                                                               |                               | オクサナ・ジョルノビッチ                 | 2022年7月19日 - 2025年7月16日                                                                                            |
| 退役軍人大臣                                                               |                               | セルヒイ・ベッサラブ                     | 2020年3月4日 - 2020年12月16日                                                                                            |
| 退役軍人大臣                                                               |                               | ユリア・ラプーチナ                       | 2020年12月18日 - 2024年2月7日                                                                                            |
| 退役軍人大臣                                                               |                               | オレクサンドル・ポルクフン(代行)         | 2024年2月9日 - 2024年9月5日                                                                                              |
| 退役軍人大臣                                                               |                               | ナタリア・カルミコワ                     | 2024年9月5日 - 2025年7月16日                                                                                             |
| 財務大臣                                                                   |                               | イホール・ウマンスキー                   | 2020年3月4日 - 2020年3月30日                                                                                             |
| 財務大臣                                                                   |                               | セルヒイ・マルチェンコ                   | 2020年3月30日 - 2025年7月16日                                                                                            |
| デジタル変革大臣                                                           |                               | ミハイロ・フェドロフ                     | 2020年3月4日 - 2023年3月20日 (副首相) 2023年3月21日 - 2025年7月16日 (イノベーション・教育・科学技術担当ウクライナ副首相) |
| 司法大臣                                                                   |                               | デニス・マリュスカ                       | 2020年3月4日 - 2024年9月4日                                                                                              |
| 司法大臣                                                                   |                               | オリハ・ステファニシナ                   | 2024年9月5日 - 2025年7月16日                                                                                             |
| 閣僚内閣事務局長官                                                         |                               | オレグ・ネムチノフ                       | 2020年3月4日 - 2025年7月16日                                                                                             |